# Rhaphidura sabini
El vencejo de Sabine o rabitojo de Sabine, a veces gaviota de Sabine (Rhaphidura sabini, también Raphidura sabini), es una especie de ave apodiforme de la familia Apodidae.
Habita en los bosques lluviosos de África, entre los 700 y los 1 700 m de altitud, enː Angola, Camerún, República Centroafricana, República del Congo, República democrática del Congo, Costa de Marfil, Guinea Ecuatorial, Gabón, Ghana, Guinea, Kenia, Liberia, Nigeria, Sierra Leona, Togo y Uganda.
Es un ave pequeña, de 11 cm de longitud y 20 gr de peso, que se alimenta de hormigas voladoras y de una amplia variedad de insectos.